# Spitalmühle (Bad Königshofen im Grabfeld)

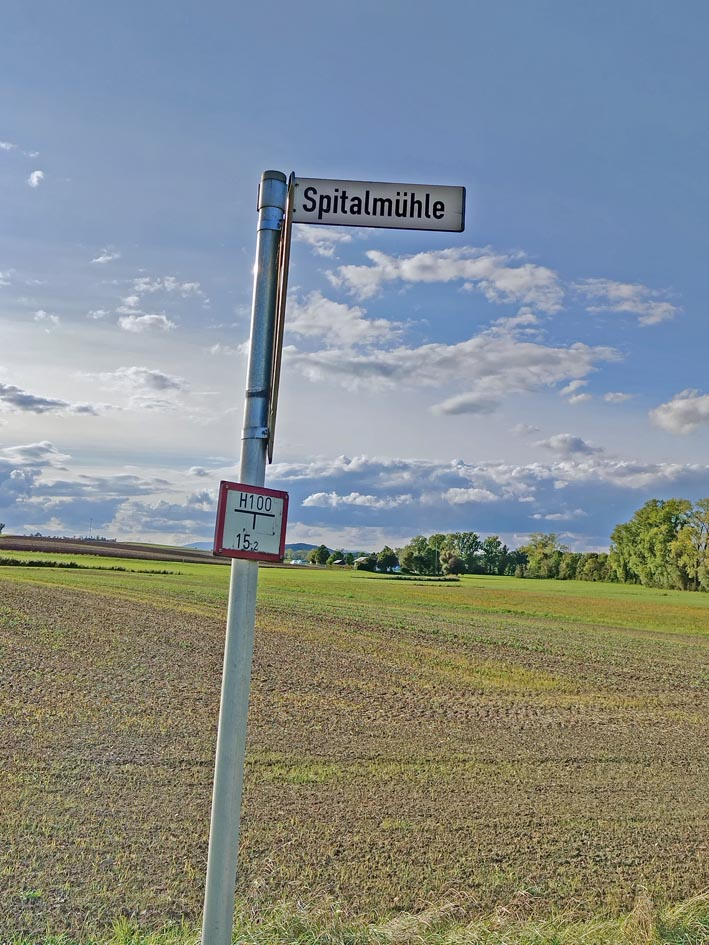
Straßenschild der Spitalmühle

Spitalmühle ist ein Gemeindeteil der Stadt Bad Königshofen im Grabfeld im unterfränkischen Landkreis Rhön-Grabfeld in Bayern.

## Lage
Die Einöde liegt an der Kreisstraße NES 43 direkt an der Fränkischen Saale.

## Geschichte
Der Name der Mühle bezieht sich auf den früheren Eigner. Die Mühle erscheint erstmals 1460 in einer Urkunde. Dann wiederum 1496. 1713 wurde die Mühle neu errichtet.